# 艾維埃克斯泰河
艾維埃克斯泰河是拉脫維亞的河流，河道全長114公里，流域面積9,160平方公里，發源自盧班斯湖，最終注入道加瓦河，是多種魚類的棲息地，河畔城鎮有盧巴納。
56°36′52″N 25°45′30″E / 56.6144°N 25.7583°E